# Hillsdale (Illinois)
Hillsdale é uma vila localizada no estado americano de Illinois, no Condado de Rock Island.

## Demografia
Segundo o censo americano de 2000, a sua população era de 588 habitantes.
Em 2006, foi estimada uma população de 571, um decréscimo de 17 (-2.9%).

## Geografia
De acordo com o United States Census Bureau tem uma área de
2,1 km², dos quais 2,0 km² cobertos por terra e 0,1 km² cobertos por água. Hillsdale localiza-se a aproximadamente 177 m acima do nível do mar.

## Localidades na vizinhança
O diagrama seguinte representa as localidades num raio de 16 km ao redor de Hillsdale.